# Мале Госте
Мале́ Госте — село в окрузі Бановці-над-Бебравою Банськобистрицького краю Словаччини. Станом на грудень 2015 року в селі проживало 405 людей.

## Географія
Протікає Лібіхавський потік.

## Населення
| Рік:            | 1994. | 2004.   | 2014.   | 2024.   |
| --------------- | ----- | ------- | ------- | ------- |
| Кількість осіб: | 434   | 449     | 416     | 403     |
| Різниця:        |       | +3,45 % | -7,34 % | -3,12 % |

| Рік:            | 2023. | 2024.   |
| --------------- | ----- | ------- |
| Кількість осіб: | 402   | 403     |
| Різниця:        |       | +0,24 % |